# Juan José Falcón Sanabria
Juan José Falcón Sanabria (Las Palmas de Gran Canaria, 11 de febrero de 1936 - Las Palmas de Gran Canaria, 23 de junio de 2015) fue un compositor musical español. Su herencia musical viene de su padre que era un profesional de música que tocaba el clarinete y en bandas. 
Su obra ha ido evolucionando muy lentamente pasando por todos los estilos: desde la tonalidad hasta nuestros días. Pretende aislarse de la técnica y se centra en traducir su mundo emocional hacia el mundo del sonido. Se basa en la intuición como forma de razonamiento más rápida que el pensamiento. 
Expresa los sonidos de su isla, Gran Canaria, a través de una especie de expresionismo en el que la Naturaleza canta con su lenguaje. En su obra expresa o siente el mar, los volcanes. Por lo tanto, dos constantes fundamentales en la obra de J. J. Falcón, son el sustrato canario pero no en cuanto al uso superficial de elementos folklóricos, sino en cuanto a la naturaleza canaria estructurada en átomos y secuencias irregulares que traduce en la música formalmente como “estructura estética”. El contacto con la naturaleza es su fuente de inspiración y dota a sus obras de un carácter de tintes sombríos. Aporta a la técnica rasgos de su personalidad ya que traduce un sentimiento. Su música es más melódica que la de sus contemporáneos, como Juan Hidalgo o Carlos Cruz de Castro, también ambos de origen canario.
Apego por las grandes formas como es el lenguaje coral mostrando un dominio del lenguaje vocal, al que dedica su labor pedagógica de la que han salido agrupaciones como Alba Vox (coro escolar que canta en lenguaje plenamente dodecafónico) con la que obtuvo galardones locales y nacionales, la Schola Cantorum Universitaria y sobre todo la Coral Polifónica de las Palmas.

## Técnica
La técnica dodecafónica en Falcón. El dodecafonismo para Falcón Sanabria, es “la agrupación en secciones de los doce sonidos formando sonoridades distintas en temas diferentes”. Falcón aprovecha el sistema dodecafónico para superponer sonoridades que se repelerían en el sistema tonal.

## Etapas
García-Alcalde en su libro Falcón Sanabria. Compositor, distingue tres etapas en la producción de Falcón Sanabria: la primera comprendería los años 1959 y 1971 caracterizada por una escritura y lenguaje tradicionales. Hacia 1972 se produciría una “ruptura consciente” que iniciaría una nueva etapa de experimentación en los nuevos lenguajes de la segunda mitad del siglo XX. En este período se producirá un afianzamiento de rasgos personales. De 1982 a nuestros días se produce una “consciencia plena y desarrollo progresivo del lenguaje”. En 1984 el encuentro con Francisco Guerrero, facilita la introducción de Falcón en el estructuralismo y la utilización de la informática, sacando a la luz algunos planteamientos que ya estaban en su pensamiento creativo: las serializaciones rítmicas y las incidencias de las acumulaciones tensionales en el ritmo, así como la utilización de proporciones áureas temporales y el estudio de la combinatoria.
En los últimos años, dedicado casi por completo a la actividad compositiva, acaricia el proyecto de realización de una ópera, mientras actúa de estímulo constante en la actividad musical de las islas. Profesor,director del Aula de Música de la Universidad Politécnica de Las Palmas de Gran Canaria, y director de la Coral Polifónica de Las Palmas, naturaleza y sonido continúan tomando forma en los pentagramas de este músico para quien “todo tiene alma”

## Sonoridad
La sonoridad es un pilar básico en la obra falconiana. El compositor parte de una sensación para elaborar toda la obra musical, y la lleva a cabo mediante la transformación, yuxtaposición y manipulación de los “objetos sonoros”, a modo de secuencias estructurales. Estos “objetos sonoros” son sensaciones acústicas, elementos temáticos definidos, caracterizados fundamentalmente por su sonoridad. De esta forma cada tema tiene una personalidad definida que se combina o transforma, en un cierto sentido wagneriano. Por ello, es frecuente la percepción de dobles sonoridades, planteadas mediante los recursos de la politonalidad y la poliserialidad, relacionada con la admiración de Falcón por la obra de Dalí y la utilización de dobles imágenes.

## Reconocimientos
- Medalla de Oro al mérito en las Bellas Artes (1998)
- Hijo Predilecto de la Ciudad de Las Palmas de Gran Canaria (1998)
- Can de Plata del Cabildo de Gran Canaria (2001)
- Doctor honoris causa de la Universidad de Las Palmas de Gran Canaria (2006)
- Premio Daniel Montorio de la Sociedad General de Autores y Editores (SGAE) (2007)

## Catálogo de obras
Ballet
Tauriagua (1959)
Iguaya (1982)
Obras para orquesta.
- Orquesta sola:

Misterio del abismo (1962)
Kyros (1983)
Aleph (1985)
Agáldar (1987)
Guarapo (1988)
Arrorró (1988)
Campanas a lo divino (1988)
Itálica (1990)
Sinfonía urbana (1990)
Celebración del sonido (1991)
Elan (1991)
Alhama (1992)
Adagio sinfónico (1995)
- Voz (solista/coro) y orquesta:

Cantus Hesperidum Testi (1972)
Himno a Canarias (1983)
Arrorró (1988)
Hesperidum (1994)
Misa gloriosa (1994)
Canto a tu nombre (1995)
- Recitador, coro y orquesta:

Atlántica (1991)
Obras para conjunto vocal. Coro a capella
Himno a la vida (1959)
Arrorró canario (1969)
Baile de la cunita (1970)
Sorondongo (1970)
Poema coral del Atlántico (1969-71)
La entrada de los pastores (1974)
Chácaras blancas (1975)
Diridín tam tan (1977)
Cum palmis et ramis (1979)
El mar (1981)
Salve Regina (1981)
Canarias canta (1982)
Laten los corazones (1995)
Obras para voz y piano
Qué alma es ésta (1970)
Tres canciones para voz y piano (1976-77)
Hay más (1977)
La primera estrella de la noche (1980)
Idéntica rama (1996)
Canciones del Saber y El Sentir (2014). Última creación del compositor, el ciclo de canciones basado en tres poemas de Rodolfo Häsler está inspirado en la voz de la mezzo-soprano Ana Häsler y fue estrenado por ella y por el pianista Jean-Pierre Dupuy en el Paraninfo de la Universidad de LPGC el 18 de junio de 2014, con motivo del 25 Aniversario de dicha Institución.
Ópera
La hija del Cielo (2007)
Obras para conjunto instrumental
- Dos instrumentos:

Ibalia (1979)
Permutación I (1992)
- Tres instrumentos:

Fantasía de Alhama (1960)
Integración (1975)
- Cuatro instrumentos:

Juguete español (1973)
Coleóptero (1974)
- Cinco instrumentos:

Uraniornis (1976)
- Ocho o más instrumentos:

Ábora (1977)
- Voz (solista/coro) y conjunto instrumental:

Psalmus laudis (1982)
Laudate vitam (1989)
Cante (1990)
Lux gloriosa (1992)
Obras para banda
Capricho canario (1959)
Juguete-rondó (1959)
Obras para piano
El despertar de un fénix (1960)
Doce notas para Luja (1974)
Dodeca (1976)
Anangke (1976)
Vibración (1976)
Ergo (1986)
Instrumento, voz (coro) y electroacústica
Ignotum (1994)
Música cinematográfica
La umbría (1975)
Guarapo (1988)
Obras fuera de catálogo (música popular)
Isla preciosa (1966)
Qué bonita es Gran Canaria (1967)

## Discografía
- Polifonía Española del Siglo XX Volumen 1 (Coral Polifónica de la Universidad de Las Palmas de Gran Canaria). Grabado entre noviembre de 1992 y junio de 1993.

Poema Coral del Atlántico. El amanecer, El mediodía, La tarde, La noche (JJ. Falcón Sanabria)
Tres Epitacios. Don Quijote, Dulcinea, Sancho Panza
Chácaras Blancas (JJ. Falcón Sanabria)
Lo que se nos queda
Tríptico. Mi mano amor, Muerdo el pan de los hombres, Casi nada
Cantar del Alma.
Se fue.
Santa María
Arroró (JJ. Falcón Sanabria)
- Polifonía Española del Siglo XX Volumen 2 (Coral Polifónica de la Universidad de Las Palmas de Gran Canaria)

Tripticum Sacrum. Cantate Domino, Deus Meus Ne Tardaveris
Dos Tonadas Levantinas. De la sierra, De la marina.
Te encontraré en el aire
Tríptico. Canción del jinete, Es verdad, Arbolé.
Para el viento nocturno
No existe
Tente (ti) Niguada
Psalmus Laudis (JJ. Falcón Sanabria)
- Hungarian Chamber Symphony Orchestra

Concierto para piano y orquesta 18:14
Helios 13:03
Alhama 9:23
Adagio Sinfónico 13:23
- Falcón Sanabria

Aurora de Gran Canaria. Arena, Lurisilva, Acantilado
Geas 7:36
Helios 12:14
Adagio Sinfónico 15:19
Cante 6:57
Itálica 14:07